# ひこうきの丘

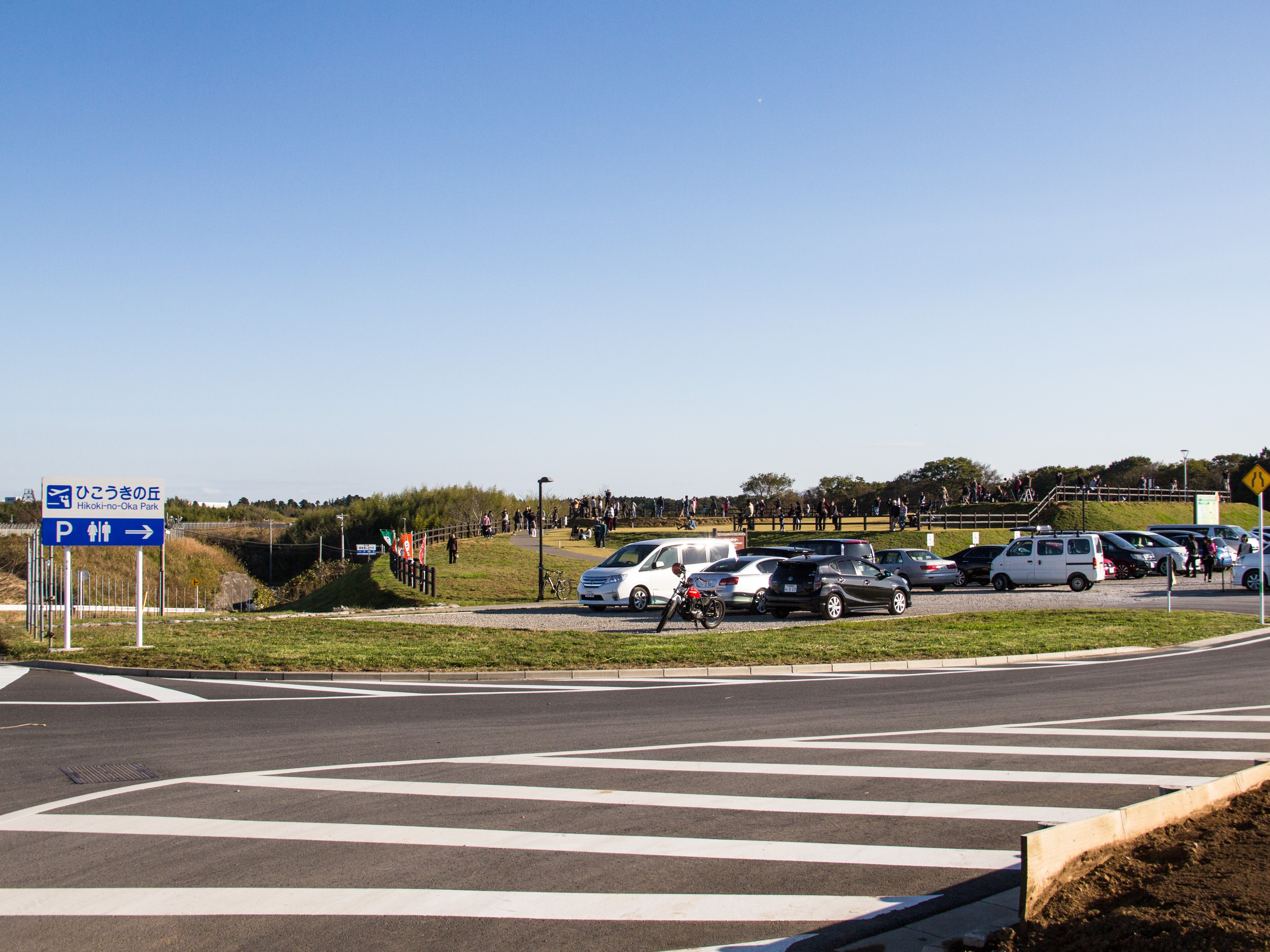
ひこうきの丘入り口

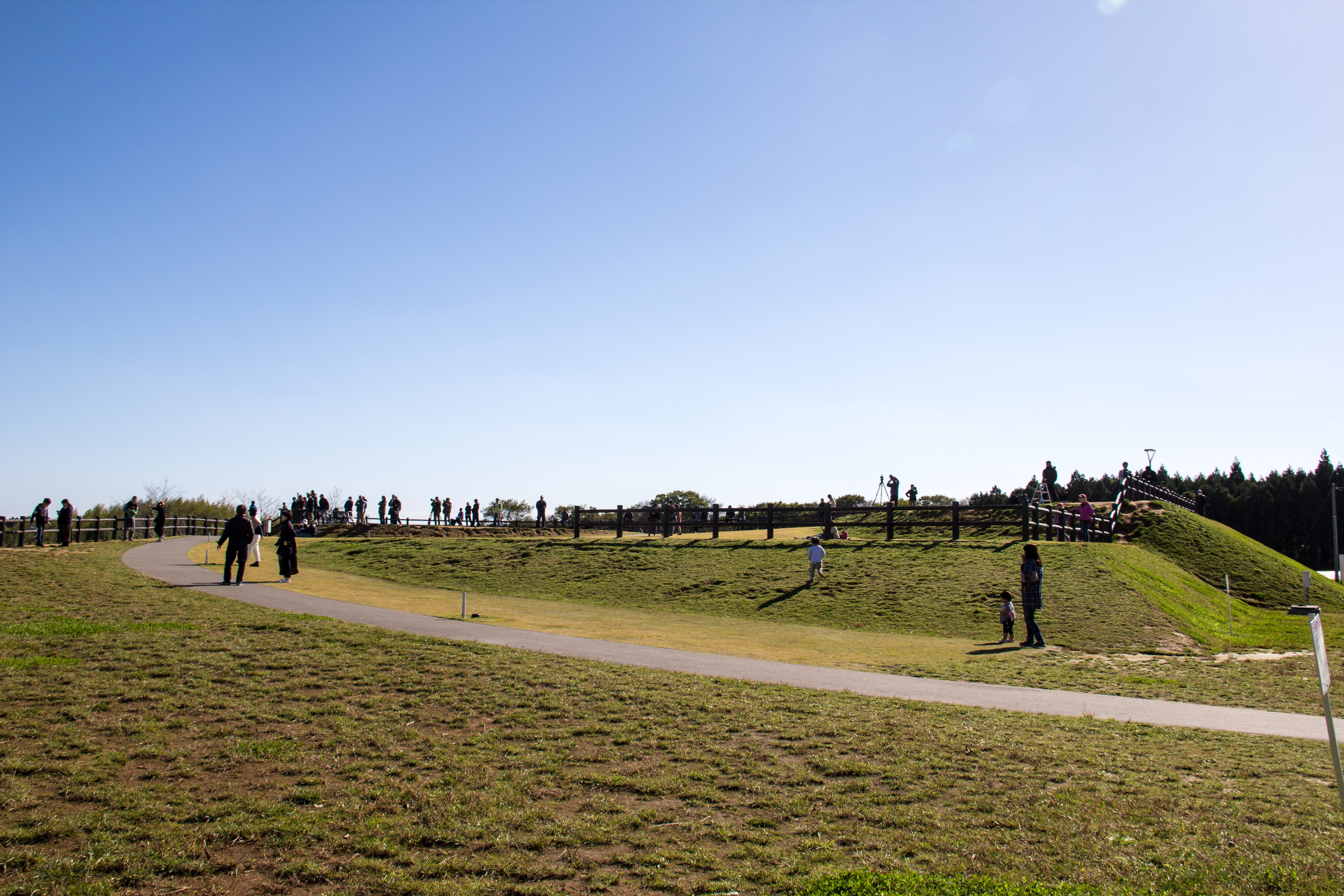
ひこうきの丘全景

ひこうきの丘（ひこうきのおか）は千葉県山武郡芝山町岩山に位置する公園である。

## 概要
成田国際空港A滑走路（34L）までの間が580メートルの距離に位置し、成田国際空港南側の芝山町一体の「スカイパークしばやま」内に存在する。小高い丘が3つあり、展望広場からはA滑走路を離着陸する飛行機を間近に見る事が出来る。
そのため、家族連れや航空ファンが訪れ、スポッティングや撮影が行われる。敷地内には地面にハートを描いたエリアもある。
土地は成田国際空港会社が所有しており、芝山町が借地して整備した。
造成工事中は「空港の見える丘」と呼ばれていた。2016年（平成27年）3月18日、午後3時より供用開始した。
同じくA滑走路南側に位置する三里塚さくらの丘よりも南側に存在する。そのためさくらの丘と比較して、着陸時は機体を着地前の高度で見学することができる。
公園内で商業活動を行う場合、芝山町の「ひこうきの丘の設置及び管理に関する条例」に基づく許可及び使用料金の支払いが必要となる。

## 沿革
- 2016年（平成27年）3月18日 - 供用開始。
- 2017年  (平成28年）4月10日 - 多目的トイレ設置
- 2017年  (平成28年）6月27日 - 伝言の鐘設置
- 2017年  (平成28年）11月19日 - 第二駐車場 拡張
- 2021年（令和3年）4月29日 - 成田空港交通・そらまる線開設および最寄りのバス停として「ひこうきの丘」バス停が開設。
- 2021年  (令和3年）10月5日 - 空の駅売店 工事開始
- 2021年  (令和3年）11月1日 - ひこうきの丘公園，広場デッキ施設計画開始

## 施設概要
- 所在地 - 千葉県山武郡芝山町岩山2012-6
- 主な設備 
  - 駐車場69台（無料）
  - 売店（キャッシュレス決済専用）
  - 自動販売機
  - ベンチ
  - 展望デッキ
  - トイレ

## 利用時間
- 午前6時～午後11時

## アクセス
- 自家用車でのアクセスが一般的で、千葉県道106号八日市場佐倉線を使用する。
- 夜間路線バス（成田空港シャトルバス） 19:00~19:30
  - 「航空科学博物館」バス停から徒歩10分程度。
  - 成田空港第2旅客ターミナル1F到着ロビー28番Aのりばから成田空港交通・そらまる線（土休日限定）を利用し、「ひこうきの丘」バス停下車徒歩すぐ